# 1. Fußball-Club Kaiserslautern 1966-1967
Questa voce raccoglie le informazioni riguardanti il 1. Fußball-Club Kaiserslautern nelle competizioni ufficiali della stagione 1966-1967.

## Stagione
Nella stagione 1966-1967 il Kaiserslautern, allenato da Gyula Lóránt, concluse il campionato di Bundesliga al 5º posto. In Coppa di Germania il Kaiserslautern fu eliminato agli ottavi di finale dal Kickers Offenbach.

## Rosa
| N. |                     | Ruolo | Calciatore          |
| -- | ------------------- | ----- | ------------------- |
|    | Germania (bandiera) | P     | Wolfgang Schnarr    |
|    | Germania (bandiera) | D     | Bernd Hemprich      |
|    | Germania (bandiera) | D     | Roland Kiefaber     |
|    | Germania (bandiera) | D     | Uwe Klimaschefski   |
|    | Germania (bandiera) | D     | Herward Koppenhöfer |
|    | Germania (bandiera) | D     | Willi Kostrewa      |
|    | Germania (bandiera) | D     | Otto Rehhagel       |
|    | Germania (bandiera) | D     | Gerd Schneider      |
|    | Germania (bandiera) | D     | Dietmar Schwager    |
|    | Germania (bandiera) | C     | Otto Geisert        |
|    | Germania (bandiera) | C     | Eckhard Krautzun    |

| N. |                     | Ruolo | Calciatore        |
| -- | ------------------- | ----- | ----------------- |
|    | Germania (bandiera) | C     | Willi Wrenger     |
|    | Croazia (bandiera)  | A     | Andrija Anković   |
|    | Germania (bandiera) | A     | Manfred Becker    |
|    | Germania (bandiera) | A     | Harald Braner     |
|    | Germania (bandiera) | A     | Wolfram Kaminke   |
|    | Germania (bandiera) | A     | Helmut Kapitulski |
|    | Germania (bandiera) | A     | Gerhard Kentschke |
|    | Germania (bandiera) | A     | Willy Reitgassl   |
|    | Germania (bandiera) | A     | Manfred Rummel    |
|    | Germania (bandiera) | A     | Gerhard Stumpf    |

## Organigramma societario
Area tecnica
- Allenatore: Gyula Lóránt
- Allenatore in seconda:
- Preparatore dei portieri:
- Preparatori atletici:

## Calciomercato

### Sessione estiva
| Acquisti | Acquisti          | Acquisti       | Acquisti |
| R.       | Nome              | da             | Modalità |
| -------- | ----------------- | -------------- | -------- |
| A        | Andrija Anković   | Hajduk Spalato |          |
| A        | Gerhard Kentschke | Karlsruhe      |          |
| D        | Otto Rehhagel     | Hertha Berlino |          |

| Cessioni | Cessioni           | Cessioni         | Cessioni |
| R.       | Nome               | a                | Modalità |
| -------- | ------------------ | ---------------- | -------- |
| D        | Karl-Heinz Fattler | Neuchâtel Xamax  |          |
| A        | Wilfried Leydecker | Waldhof Mannheim |          |
| D        | Werner Mangold     | SV Alsenborn     |          |
| C        | Jürgen Neumann     | Zurigo           |          |

## Risultati

### Bundesliga

#### Girone di andata
| Arbitro: | Schulenburg |

|                                     |           |            |
| Reitgassl 2’ Geisert 57’ Rummel 81’ | Marcatori | 47’ Zaczyk |

| Arbitro: | Heumann |

|             |           |            |
| Heynckes 8’ | Marcatori | 36’ Braner |

| Arbitro: | Betz |

|                                                              |           |                        |
| Rummel 34’, 75’ Koppenhöfer 43’ Reitgassl 45’ Kapitulski 47’ | Marcatori | 23’ Lippens 54’ Simmet |

| Arbitro: | Niemeyer |

|            |           |                                 |
| Brungs 60’ | Marcatori | 81’ (aut.) Müller 85’ Reitgassl |

| Arbitro: | Kreitlein |

|                           |           |  |
| Geisert 50’ Reitgassl 57’ | Marcatori |  |

| Arbitro: | Ohmsen |

|                                   |           |  |
| Brunnenmeier 11’, 23’ Kohlars 54’ | Marcatori |  |

| Kaiserslautern 1º ottobre 1966, ore 16:00 CET 7ª giornata | Kaiserslautern | 0 – 0 referto | Colonia | Betzenbergstadion (34 000 spett.)\| Arbitro: \| Riegg \| |
| Arbitro:                                                  | Riegg          |               |         |                                                          |

| Arbitro: | Malka |

|                   |           |  |
| Dulz 25’ Maas 59’ | Marcatori |  |

| Arbitro: | Thier |

|                                             |           |                             |
| Rummel 6’ Reitgassl 41’ Rehhagel 44’ (rig.) | Marcatori | 56’, 59’ Sieloff 81’ Peters |

| Arbitro: | Seiler |

|         |           |                   |
| Lotz 6’ | Marcatori | 77’ Klimaschefski |

| Arbitro: | Reil |

|            |           |  |
| Braner 13’ | Marcatori |  |

| Arbitro: | Schmidt |

|             |           |             |
| Huberts 52’ | Marcatori | 17’ Anković |

| Arbitro: | Regely |

|                     |           |  |
| Schneider 2’ (aut.) | Marcatori |  |

| Arbitro: | Schreiner |

|               |           |              |
| Kentschke 48’ | Marcatori | 21’ Emmerich |

| Arbitro: | Seekamp |

|                                          |           |  |
| Müller 1’, 57’, 69’, 89’ (rig.) Roth 67’ | Marcatori |  |

| Arbitro: | Riegg |

|                          |           |              |
| Rehhagel 32’ Anković 69’ | Marcatori | 23’ Gerhardt |

| Arbitro: | Heumann |

|                               |           |             |
| Rodekamp 10’ Siemensmeyer 32’ | Marcatori | 14’ Anković |

#### Girone di ritorno
| Arbitro: | Malka |

|                            |           |                             |
| Dobat 28’ Dürrschnabel 53’ | Marcatori | 40’ Kentschke 73’ Reitgassl |

| Arbitro: | Wengenmayer |

|             |           |  |
| Anković 70’ | Marcatori |  |

| Arbitro: | Ohmsen |

|             |           |              |
| Dietrich 5’ | Marcatori | 38’ Rehhagel |

| Arbitro: | Horstmann |

|            |           |            |
| Kaminke 2’ | Marcatori | 34’ Brungs |

| Arbitro: | Hennig |

|           |           |               |
| Görts 81’ | Marcatori | 34’ Reitgassl |

| Arbitro: | Weyland |

|  |           |                                    |
|  | Marcatori | 25’ Rebele 28’ Grosser 89’ Küppers |

| Arbitro: | Kreitlein |

|               |           |               |
| Löhr 47’, 80’ | Marcatori | 61’ Kentschke |

| Arbitro: | Heumann |

|                    |           |  |
| Kentschke 61’, 82’ | Marcatori |  |

| Arbitro: | Siepe |

|  |           |              |
|  | Marcatori | 87’ Rehhagel |

| Kaiserslautern 1º aprile 1967, ore 16:00 CET 27ª giornata | Kaiserslautern | 0 – 0 referto | Duisburg | Betzenbergstadion (13 000 spett.)\| Arbitro: \| Schreiner \| |
| Arbitro:                                                  | Schreiner      |               |          |                                                              |

| Arbitro: | Wengenmayer |

|  |           |                                          |
|  | Marcatori | 14’ Kentschke 36’ Kapitulski 83’ Geisert |

| Arbitro: | Thier |

|               |           |              |
| Kentschke 52’ | Marcatori | 44’ Bechtold |

| Arbitro: | Binder |

|                          |           |                   |
| Kentschke 65’ Braner 90’ | Marcatori | 26’ Rohrschneider |

| Arbitro: | Reil |

|                   |           |            |
| Emmerich 55’, 87’ | Marcatori | 54’ Braner |

| Arbitro: | Mailand |

|             |           |  |
| Geisert 25’ | Marcatori |  |

| Arbitro: | Schulenburg |

|                             |           |               |
| Meyer 21’ Gerhardt 65’, 71’ | Marcatori | 31’ Reitgassl |

| Arbitro: | Hilker |

|              |           |  |
| Reitgassl 5’ | Marcatori |  |

### Coppa di Germania
| Arbitro: | Binder |

|                   |           |                |
| Rehhagel 35’, 51’ | Marcatori | 79’ Straschitz |

| Kaiserslautern 4 febbraio 1967, ore CET Ottavi di finale | Kaiserslautern | 0 – 0 (d.t.s.) referto | Kickers Offenbach | Betzenbergstadion (10 000 spett.)\| Arbitro: \| Linn \| |
| Arbitro:                                                 | Linn           |                        |                   |                                                         |

| Arbitro: | Radermacher |

|           |           |  |
| Nuber 93’ | Marcatori |  |

## Statistiche

### Statistiche di squadra
| Competizione      | Punti | In casa | In casa | In casa | In casa | In casa | In casa | In trasferta | In trasferta | In trasferta | In trasferta | In trasferta | In trasferta | Totale | Totale | Totale | Totale | Totale | Totale | DR |
| Competizione      | Punti | G       | V       | N       | P       | Gf      | Gs      | G            | V            | N            | P            | Gf           | Gs           | G      | V      | N      | P      | Gf     | Gs     | DR |
| ----------------- | ----- | ------- | ------- | ------- | ------- | ------- | ------- | ------------ | ------------ | ------------ | ------------ | ------------ | ------------ | ------ | ------ | ------ | ------ | ------ | ------ | -- |
| Bundesliga        | 38    | 17      | 10      | 6       | 1       | 26      | 14      | 17           | 3            | 6            | 8            | 17           | 28           | 34     | 13     | 12     | 9      | 43     | 42     | +1 |
| Coppa di Germania | -     | 2       | 1       | 1       | 0       | 2       | 1       | 1            | 0            | 0            | 1            | 0            | 1            | 3      | 1      | 1      | 1      | 2      | 2      | 0  |
| Totale            | 38    | 19      | 11      | 7       | 1       | 28      | 15      | 18           | 3            | 6            | 9            | 17           | 29           | 37     | 14     | 13     | 10     | 45     | 44     | +1 |

### Andamento in campionato
| Giornata  | 1 | 2 | 3 | 4 | 5 | 6 | 7 | 8 | 9 | 10 | 11 | 12 | 13 | 14 | 15 | 16 | 17 | 18 | 19 | 20 | 21 | 22 | 23 | 24 | 25 | 26 | 27 | 28 | 29 | 30 | 31 | 32 | 33 | 34 |
| --------- | - | - | - | - | - | - | - | - | - | -- | -- | -- | -- | -- | -- | -- | -- | -- | -- | -- | -- | -- | -- | -- | -- | -- | -- | -- | -- | -- | -- | -- | -- | -- |
| Luogo     | C | T | C | T | C | T | C | T | C | T  | C  | T  | T  | C  | T  | C  | T  | T  | C  | T  | C  | T  | C  | T  | C  | T  | C  | T  | C  | C  | T  | C  | T  | C  |
| Risultato | V | N | V | V | V | P | N | P | N | N  | V  | N  | P  | N  | P  | V  | P  | N  | V  | N  | N  | N  | P  | P  | V  | V  | N  | V  | N  | V  | P  | V  | P  | V  |
| Posizione | 1 | 3 | 3 | 1 | 1 | 1 | 1 | 4 | 3 | 4  | 3  | 3  | 5  | 5  | 8  | 7  | 10 | 9  | 7  | 7  | 8  | 6  | 9  | 10 | 10 | 6  | 7  | 5  | 5  | 4  | 6  | 5  | 6  | 5  |

Legenda:

Luogo: C = Casa; T = Trasferta. Risultato: V = Vittoria; N = Pareggio; P = Sconfitta.

### Statistiche dei giocatori
| Giocatore        | Bundesliga | Bundesliga | Bundesliga  | Bundesliga | Coppa di Germania | Coppa di Germania | Coppa di Germania | Coppa di Germania | Totale   | Totale | Totale      | Totale     |
| Giocatore        | Presenze   | Reti       | Ammonizioni | Espulsioni | Presenze          | Reti              | Ammonizioni       | Espulsioni        | Presenze | Reti   | Ammonizioni | Espulsioni |
| ---------------- | ---------- | ---------- | ----------- | ---------- | ----------------- | ----------------- | ----------------- | ----------------- | -------- | ------ | ----------- | ---------- |
| A. Anković       | 12         | 4          | 0           | 1          | 3                 | 0                 | 0                 | 0                 | 15       | 4      | 0           | 1          |
| M. Becker        | 0          | 0          | 0           | 0          | 0                 | 0                 | 0                 | 0                 | 0        | 0      | 0           | 0          |
| H. Braner        | 29         | 4          | 0           | 0          | 3                 | 0                 | 0                 | 0                 | 32       | 4      | 0           | 0          |
| O. Geisert       | 33         | 4          | 0           | 0          | 3                 | 0                 | 0                 | 0                 | 36       | 4      | 0           | 0          |
| B. Hemprich      | 0          | 0          | 0           | 0          | 0                 | 0                 | 0                 | 0                 | 0        | 0      | 0           | 0          |
| W. Kaminke       | 2          | 1          | 0           | 0          | 0                 | 0                 | 0                 | 0                 | 2        | 1      | 0           | 0          |
| H. Kapitulski    | 24         | 2          | 0           | 0          | 0                 | 0                 | 0                 | 0                 | 24       | 2      | 0           | 0          |
| G. Kentschke     | 26         | 8          | 0           | 0          | 3                 | 0                 | 0                 | 0                 | 29       | 8      | 0           | 0          |
| R. Kiefaber      | 12         | 0          | 0           | 0          | 0                 | 0                 | 0                 | 0                 | 12       | 0      | 0           | 0          |
| U. Klimaschefski | 25         | 1          | 0           | 1          | 3                 | 0                 | 0                 | 0                 | 28       | 1      | 0           | 1          |
| H. Koppenhöfer   | 29         | 1          | 0           | 0          | 2                 | 0                 | 0                 | 1                 | 31       | 1      | 0           | 1          |
| W. Kostrewa      | 0          | 0          | 0           | 0          | 0                 | 0                 | 0                 | 0                 | 0        | 0      | 0           | 0          |
| E. Krautzun      | 3          | 0          | 0           | 0          | 1                 | 0                 | 0                 | 0                 | 4        | 0      | 0           | 0          |
| O. Rehhagel      | 28         | 4          | 0           | 0          | 3                 | 2                 | 0                 | 0                 | 31       | 6      | 0           | 0          |
| W. Reitgassl     | 34         | 9          | 0           | 0          | 3                 | 0                 | 0                 | 0                 | 37       | 9      | 0           | 0          |
| M. Rummel        | 13         | 4          | 0           | 0          | 0                 | 0                 | 0                 | 0                 | 13       | 4      | 0           | 0          |
| W. Schnarr       | 34         | 0          | 0           | 0          | 3                 | 0                 | 0                 | 0                 | 37       | 0      | 0           | 0          |
| G. Schneider     | 33         | 0          | 0           | 0          | 3                 | 0                 | 0                 | 0                 | 36       | 0      | 0           | 0          |
| D. Schwager      | 33         | 0          | 0           | 0          | 3                 | 0                 | 0                 | 0                 | 36       | 0      | 0           | 0          |
| G. Stumpf        | 0          | 0          | 0           | 0          | 0                 | 0                 | 0                 | 0                 | 0        | 0      | 0           | 0          |
| W. Wrenger       | 4          | 0          | 0           | 0          | 0                 | 0                 | 0                 | 0                 | 4        | 0      | 0           | 0          |